# Sporiševke
Sporiševke (lat. Verbenaceae), biljna porodica u redu medićolike kojoj pripada 33 roda s 880 vrsta. Ime je dobila po rodu sporiš (Verbena), preko 80 vrsta dvogodišnjeg raslinja i trajnica. 

## Opis
Verbenaceae, porodica sporiša (također poznata kao vrbena), sadrži 31 rod i gotovo 920 vrsta, koje su uglavnom rasprostranjene u tropskoj i suptropskoj Južnoj Americi i Africi. Ostala mjesta porijekla uključuju središnju Aziju, Japan i otoke u blizini Indije; nekoliko članova porijeklom je iz Europe, Male Azije i Sjeverne Amerike. Biljke su ponekad aromatične, a plod nije tako dosljedno specijaliziran kao onaj u Lamiaceae. Cvjetovi su obično labavije skupljeni nego kod mente.
Važna jezgra Verbenaceae uključuju biljke kao što su Lippia (lipija), Lantana camara (obična lantana), Petrea (petreja ili ljubičasti vijenac) i Verbena hybrida, atraktivan pokrov tla.

## Značajne vrste i rodovi
Poznati rodovi su alojsija (listopadni ili vazdazeleni grmovi), duranta (uresni grmovi), lantana (ljekovite vazdazelene trajnice i grmovi), petreja ili ljubičasti vijenac (penjačice), fila (puzeće trajnice), rafitamnus (vazdazeleni grmovi i drveće), stahitarfeta (grmovi).
Citronovac (Aloysia citrodora) ili limunska verbena ili četrina uvezena je u Europu u 17 stoljeću a njezini listovi koriste se za aromatiziranje napitaka, poslastica, marinada i izradi parfema. Kako je skupocjena, citronovac se često se falsificira limunskom travom ili citronelom (Cymbopogon citratus), biljkom iz porodice trava, jakog mirisa, ugodnog ljudima ali neugodnog kukcima, pa se koristi protiv komaraca.
Ljekoviti sporiš (Verbena officinalis), djeluje umirujuće na živčani sustav a koristi se za suzbijanje buha.

## Tribusi i rodovi
1. Familia Verbenaceae J. St.-Hil. (880 spp.)
  1. Tribus Petreeae Briq.
    1. Petrea L. (12 spp.)

  2. Tribus Duranteae Benth.
    1. Bouchea Cham. (13 spp.)
    2. Chascanum E. Mey. (32 spp.)
    3. Stachytarpheta Vahl (125 spp.)
    4. Recordia Moldenke (2 spp.)
    5. Duranta L. (27 spp.)

  3. Tribus Casselieae Tronc.
    1. Casselia Nees & Mart. (8 spp.)
    2. Parodianthus Tronc. (2 spp.)
    3. Tamonea Aubl. (6 spp.)

  4. Tribus Citharexyleae Briq.
    1. Citharexylum B. Juss. (78 spp.)
    2. Rehdera Moldenke (2 spp.)

  5. Tribus Priveae Briq.
    1. Priva Adans. (23 spp.)
    2. Pitraea Turcz. (1 sp.)

  6. Tribus Rhaphithamneae ined.
    1. Rhaphithamnus Miers (2 spp.)

  7. Tribus Neospartoneae Olmstead & O´Leary
    1. Neosparton Griseb. (3 spp.)
    2. Lampayo F.Phil. ex Murillo (3 spp.)

  8. Tribus Lantaneae Endl.
    1. Lantana L. (106 spp.)
    2. Diphyllocalyx (Griseb.) Greuter & R. Rankin (6 spp.)
    3. Nashia Millsp. (1 sp.)
    4. Isidroa Greuter & R. Rankin (1 sp.)
    5. Lippia L. (167 spp.)
    6. Salimenaea N. O´Leary & P. Moroni (1 sp.)
    7. Troncosoa N. O´Leary & P. Moroni (1 sp.)
    8. Phyla Lour. (5 spp.)
    9. Aloysia Ortega ex L´Hér. (42 spp.)
    10. Coelocarpum Balf.f. (7 spp.)

  9. Tribus Verbeneae Dumort.
    1. Verbena L. (57 spp.)
    2. Stylodon Raf. (1 sp.)
    3. Glandularia J.F.Gmel. (92 spp.)
    4. Mulguraea N.O´Leary & P.Peralta (11 spp.)
    5. Dipyrena Hook. (1 sp.)
    6. Diostea Miers (1 sp.)
    7. Junellia Moldenke (40 spp.)
    8. Hierobotana Briq. (1 sp.)

## Vanjske poveznice
- Flora of Zimbabwe, Verbenaceae
- Flora of Botswana, Verbenaceae
- Flora of Burundi, Verbenaceae